# Anarchy Online
Anarchy Online är ett MMORPG med science fiction-tema, utvecklat av norska Funcom. "AO" lanserades 2001 och fick ett stormigt mottagande, främst på grund av stora mängder buggar. Funcoms anslagstavlor överöstes med klagomål och man gick till och med så långt att man stängde dessa och raderade alla meddelanden. Efter en tids svårigheter anses nu AO vara en stabil aktör i genren, men dess rykte grundas fortfarande på den misslyckade lanseringen.
Spelet utspelar sig i ett science fiction-universum, året 29475 på planeten Rubi-Ka. Handlingen koncentrerar sig runt konflikten mellan företaget Omni-Tek och frihetskämparna, Clan. Till detta tillkommer även en liten grupp folk som önskar stå utanför konflikten, Neutrals.
Hittills har 5 expansioner givits ut:
- The Notum Wars - en väldigt liten expansion (en "Booster" som Funcom kallar den), spelarna får kämpa med varandra i PvP (player vs. player) om kontrollen av speciella landområden där speciella Torn kan byggas, som ger spelaren olika bonusar till olika saker.
- Shadowlands - En stor expansion med drag av fantasy. Lägger till 20 levels utöver grundens 1 till 200. Mycket ny utrustning och lättare att få experience. Två nya professions (Shade och Keeper).
- Alien Invasion - Aliens har vaknat till liv och anfaller planeten som spelarna måste försvara mot dessa. Denna expansion inkluderar även mycket nya sociala kläder och mer utrustning samt möjligheten för spelarna att bygga egna små städer.
- Lost Eden - Denna expansion är huvudsakligen fokuserad på PvP, men innehåller även nyheter för vanliga spelare. Spelare får chansen att förbättra sina avatarer genom forskning, enskilt och som grupp. Spelare kan också kämpa med andra spelare om kontrollen över rymdstationer, att vinna dessa ger "Victory Points" som senare kan användas för att köpa ny utrustning. PvP-delen är även utökad med fordon (mechs och stationära vapenplattformar), flygbombning och liknande.
- Legacy of the Xan - Denna expansion är huvudsakligen fokuserad på "endgame players" med ett större Alien playfield; det vill säga maxlevlade figurer för att kunna utveckla ett steg längre, med nya starkare vapen, symbiants och NCU:s.

Det grundläggande spelet utan expansioner kan spelas gratis i obegränsad tid. Köper man någon expansion får man betala även en månatlig avgift (Notum Wars är nu inkluderat i ett gratiskonto).